# Дордрехт
Дордрехт (хол. Dordrecht) је град у Холандији, у покрајини Јужна Холандија. Према процени из 2008. у граду је живело 118.250 становника.

## Становништво
Према процени, у граду је 2008. живело 119.821 становника.
| 1980.   | 1990.   | 2000.   | 2008.   |
| ------- | ------- | ------- | ------- |
| 107.453 | 109.285 | 119.821 | 118.250 |

## Партнерски градови
- Варна
- Реклингхаузен